# Задушена королева
«Задушена королева» (фран. La Reine étranglée) — історичний роман французького письменника Моріса Дрюона, другий в серії «Прокляті королі». Є прямим продовження роману «Залізний король». Французькою був виданий у 1955 році.
Дія роману починається в листопаді 1314 року і закінчується через півроку, у квітні 1315 року. Після смерті короля Філіппа IV Вродливого корона переходить його старшому сину Людовику Сварливому, який не здатен впоратись з правлінням.

## Сюжет

### Частина перша. На зорі царювання
Розділ I. Полонянки Шато-Гаяра
Маргарита та Бланка вже півроку знаходяться у в'язниці. Коли до них доходить звістка про смерть короля, дівчата починають сподіватись на своє звільнення. Маргарита намагається домовитись з Робером Борсюме, комендантом. Вона вже намагалась його звабити, тож комендант досить підозріло ставить до обох дівчат. Маргарита просить більш поблажливого ставлення до них, оскільки вона тепер королева, проте Борсюме не піддається на її вмовляння.
Розділ II. Його світлість Робер Артуа
Робер зустрічається з Маргаритою і передає їй пропозицію короля Людовика: вона зізнається, що ніколи не мала близькості з чоловіком, а Жанна донька одного з її коханців. Дана брехня дозволить розірвати королівський шлюб, натомість Маргариту звільнять з в'язниці.
Розділ III. Останній шанс стати королевою
Робер влаштовує вечерю для Бланки та Маргарити. Після трапези, залишившись сам на сам з королевою, Артуа отримує відмову на пропозицію короля. Він намагається звабити свою кузину, проте вона не піддається. Маргарита заявляє, що ніколи не визнає Жанну донькою іншого чоловіка, адже після смерті Людовика саме її донька стане королевою, а сама Маргарита королевою-матір'ю. Робер покидає в'язницю.
Розділ IV. Хай живе король!
До Парижу привезли тіло короля. Під час похорону Людовик обмірковує свої стосунки з батьком та розмірковує про керування королівством. Після похорону, разом зі своєю свитою, новий король йде до замку, роздумуючи про прізвиська, отримані від народу: сварливий та рогоносець. Він вирішує будь-яким способом розлучитись з Маргаритою та одружитись знову.
Розділ V. Принцеса, що живе в Неаполі
Король Людовик перебирається в палац на острові Сіте.  Він зустрічається з д'Евре, Валуа та Артуа. Король віддає наказ відправити доньку Жанну в Нельський готель, оскільки сумнівається в її походженні. Робер ще раз доповідає про рішення Маргарити щодо розлучення. Валуа пропонує спочатку обрати нову дружину для короля і розповідає про свою племінницю Клеменцію, доньку Угорського короля.
Розділ VI. Королівське ложе
Людовик страждає від видінь в королівській спальні. Щоб заспокоїтись він викликає до себе прачку Еделіну. Вона була його першою жінкою і протягом десяти років коханкою. Людовик питає про свою доньку, яка народилась у них дев'ять років тому і зараз живе з бабусею. Еделіна лишається з королем на ніч.

### Частина друга. Вовки перегризлись
Розділ I. Людовик Сварливий скликає свою першу нараду
Перша нарада короля терпить фіаско. Валуа намагається взяти владу в країні в свої руки. Він вступає в конфлікт з Мариньї і кидає йому звинувачення в шахрайстві. Король, не усвідомлюючи значення коад'ютора для держави підтримує дядька. Обурений Марільї покидає нараду і відмовляється від керування казною. Бувілля посилають в Неаполь домовлятися про шлюб для короля.
Розділ II. Мессір де Маріньї все ще правитель королівства
Маріньї прагне залишити владу у своїх руках. Він посилає сина до короля Едуарда з попередженням про плани Валуа. Тоді роздає накази: своєму брату розсварити кардиналів, щоб вибори Папи затягнулись; командиру лучників Парейлю потурбуватись про королеву та відправити лучників у форт Вільньов. Після цього Марильї збирає нараду зі своїх колишніх союзників, яких виключили з королівської ради після смерті короля, щоб обговорити ситуацію з казною.
Розділ III. Карл Валуа
Карл, ставши неофіційним правилетем Франції, намагається наповнити королівську казну. Марільї встиг віддати всі борги кредиторам перед звільненням, тож тепер держава не має коштів. Карл звинувачує Марільї у всіх невдачах Франції.
Розділ IV. Хто ж править Францією?
Валуа і Артуа зустрічаються з Толомеї. Валуа сподівається на позику від ломбардця, щоб поповнити казну. Толомеї обіцяє пошукати кошти в Італії, сподіваючись отримати в майбутньому вигоду від рішень Валуа при новому королі. Чоловіки домовляються, що посланець Толомеї поїде до Італії разом з Бувіллем.
Розділ V. Замок над морем
В Неаполі Бувілль домовляється про шлюб короля з принцесою Клеменцією. За цей час він потоваришував з Гуччо, який поїхав туди за дорученням дядька. Королева Марія Угорська дає дозвіл на шлюб, але за умови, що справа з розлученням короля владнається якомога швидше. Вона пропонує підтримати кардинала Дюеза в боротьбі за папський престол, адже лише Папа може дати розлучення. Бувілль повертається до Франції з портретом Клеменції.
Розділ VI. Погоня за кардиналами
Гуччо та Бувілль по дорозі до Парижа повинні виконати ще одне завдання короля, для цього вони прибувають в Авіньйон на зустріч з кардиналами. Проте, кардинали виїхали з міста до їхнього приїзду. Така ж ситуація трапляється в Карпантрасі та Оранжі. Гуччо розуміє, що хтось не хоче їх зустрічі і посилає гінців до кардиналів з наказом покинути місто, перш ніж вони з Бувіллем встигають прибути туди. Бокаччо влаштовує зустріч з кардиналом Дюезом для Бувілля. Під час розмови вони обговорюють обрання Папи та розлучення короля.
Розділ VII. Ціна Папи
Під час перевірки роботи Марільї не було знайдено жодних доказів, що той нечесно керував фінансами держави. Філіпп наполегливо радить братові поновити Марільї на його посаді. Бувілль привозить королю портрет Клеменції та розповідає про згоду Дюеза розлучити короля з дружиною, коли той займе папський престол. Проте, єдиною людиною, яка зможе допомогти з виборами є Марільї, адже він має вплив кількох французьких кардиналів. Король попри супротив Валуа підписує пергамент з заключенням комісії і завершує розслідування по Марільї повністю його виправдавши.
Розділ VIII. Лист, який міг змінити все
Бланка починає втрачати глузд у в'язниці. Вона злиться на Маргариту через те, що та не погодилась на пропозицію короля. Маргарита теж починає шкодувати про своє рішення і пише листа Людовику. В ньому вона стверджує, що ніколи не мала близькості з чоловіком, а Жанна — донька одного з її коханців. Після роздумів, Берсюме вирішує віддати лист Марільї. Марильї спалює лист.

### Частина третя. Дорога на Монфокон
Розділ I. Голод
У селах Франції лютує голод. Гуччо відвідує сім'ю Крессе і дізнається, що вони втратили все, оскільки прево обклав селище високими податками і вони були змушені віддати останнє селянам. Марі дуже слабка і мадам Крессе боїться, що незабаром втратить доньку. Гуччо відвідує прево і домовляється про поставку продуктів до відділення банку, звідки половину мають відправляти до маєтку Крессе. Гуччо взнає, що прево вимагає подвійні податки не лише щоб набивати власні кишені, а й платить частину секретарю Мариньї. Гуччо розповідає про це Толомеї і віддає розписку Жака.
Розділ II. У Венсінні
Толомеї радить Артуа та Валуа переглянути рахунки прево і звинуватити Марільї у збільшенні податків. Король скликає на нараду всіх збирачів податків і виявляє шахрайство у їх діях. Портфрюї за наказом Артуа свідчить проти Марільї, звинувачуючи його в крадіжці частини податків. Між Валуа та Марільї зав'язується бійка, яку зупиняє Філіпп.
Розділ III. Полювання на голубів
Толомеї віддає Валуа розписку Жака в обмін на захист цеху ломбардців. За допомогою розписки Валуа примушує Жака розповісти королю про затримку виборів папу, яку той спричинив. Король погоджується заарештувати Енгеррана, якщо Валуа допоможе вбити Маргариту. Філіпп через Бувілля попереджає Марільї про арешт, але Енгерран відмовляється тікати. Вночі його заарештовують разом з іншими легіонерами короля Філіппа IV.
Розділ IV. Ніч без світанку
Робер приїжджає до Маргарити і просить її написати лист до короля. В ньому вона звинувачує Маріньї у наклепі на неї. Вночі Маргарита гине від рук слуги Артуа.
Розділ V. Ранок страти
Марільї роздумує над своїм життям і приходить до висновку, що він заслуговує на страту за те зло, що зробив на службі короля. Перед повішенням Енгерран відкидає всі звинувачення у зраді корони і добровільно йде на шибеницю.
Розділ VI. Повалена статуя
На площі за наказом Валуа зносять статую Марільї. Король відправляє свою коханку Еделіну в Венсінн, а їх доньку до монастиря. Гуччо отримує дозвіл від дядька одружитися з Марі. Бувілль їде в Неаполь і пропонує Гуччо їхати разом з ним.

## Ключові персонажі
Король Франції і Наварри:
- Людовик X, на прізвисько Сварливий, син Філіппа IV Вродливого і Жанни Наваррської, правнук Людовика Святого, 25 років.

Його брати:
- Філіпп, граф Пуатьє, пер Франції, 21 рік.
- Карл, граф де ла Марш, 20 років.

Його дядьки:
- Карл, граф Валуа, носить титул імператора Константинопольского, граф Романський, пер Франції, 44 роки.
- Людовик, граф д'Евре, близько 41 року.

Його дружина:
- Маргарита, донька герцога Бургундського, внучка Людовика Святого, 21 рік..

Його донька:
- Жанна, спадкоємиця престолу Франції і Наварри, 3 роки.

Його невістка:
- Бланка, дружина Карла де ла Марш, донька графа Бургундського і Маго, графині Артуа, близько 19 років.

Гілка Артуа, починається від одного з братів Людовика Святого:
- Робер III Артуа, сеньйор Конша, граф Бомон-ле-Роже, 27 років.

- Маго, графиня Артуа, його тітка, пер Франції, 40 років.

Гілка Анжу-Сицилійська, починається від другого брата Людовика Святого:
- Марія Угорська, королева Неаполітанська, вдова короля Карла II Неаполітанського, мати короля Роберта Неаполітанського і Карла Мартела Угорського, близько 70 років.
- Клеменція Угорська, її внучка, дочка Карла Мартела і сестра Шаробера, короля Угорщини, 22 роки.

Брати Маріньї:
- Ангерран, коад'ютор короля Філіппа Вродливого і правитель королівства, 52 роки.
- Жан, архієпископ Санський і Паризький, близько 35 років.

Ломбардці:
- Спінелло Толомеї, банкір із Сієни, що влаштувався в Парижі, головний капітан Ломбардських компаній, близько 60 років.
- Гуччо Бальйоні, його племінник, близько 18 років.
- Синьор Боккаччо, довірений по торгових справах ломбардської компанії Барді.

Сімейство де Крессе:
- Мадам Еліабель, вдова сіра де Крессе, близько 40 років.
- П'єр і Жан, її сини, 20 і 22 роки.
- Марі, її донька, 16 років.

А також:
- Юг де Бувілль, перший камергер покійного короля Філіпа Вродливого.
- Еделіна, коханка Людовика, близько 32 років.
- Ален де Парейль, капітан лучників.
- Жак Дюез, єпископ Порто, кардинал, 70 років.
- Робер Берсюме, комендант фортеці Шато-Гаяр..
- Роберто Одерізі, неаполітанський художник, учень Джотто.